# Манхэттен-билдинг (Чикаго)
Манхэттен-билдинг (англ. Manhattan Building) — 16-этажное здание в городе Чикаго (штат Иллинойс), расположенное по адресу Саут-Дирборн-стрит, 431. Оно было построено по проекту архитектора Уильяма Ле Барона Дженни в период с 1889 по 1891 год. Манхэттен-билдинг — старейший в мире сохранившийся небоскрёб, в основе которого лежит исключительно каркасная несущая конструкция. Изначально здание служило первым домом для компании Paymaster Corporation, занимавшейся производством и продажей механических контрольных устройств. 16 марта 1976 года Манхэттен-билдинг был внесён в Национальный реестр исторических мест США, а 7 июля 1978 года был признан достопримечательностью Чикаго.

## Архитектура
Своеобразные арочные окна освещают внутренние помещения Манхэттен-билдинга, а сочетание гранитного фасада нижних этажей и кирпичного фасада верхних способствует снижению нагрузки на внутренний стальной каркас. Северная и южная стены из плитки опираются на стальные консоли, переносящие нагрузку на внутреннюю несущую конструкцию.
Универсальность и прочность конструкции из металлического каркаса сделали возможным появления небоскрёба, который в 1891 году достиг поразительной для того времени высоты в 16 этажей. Его архитектор был пионером в разработке высотных зданий.

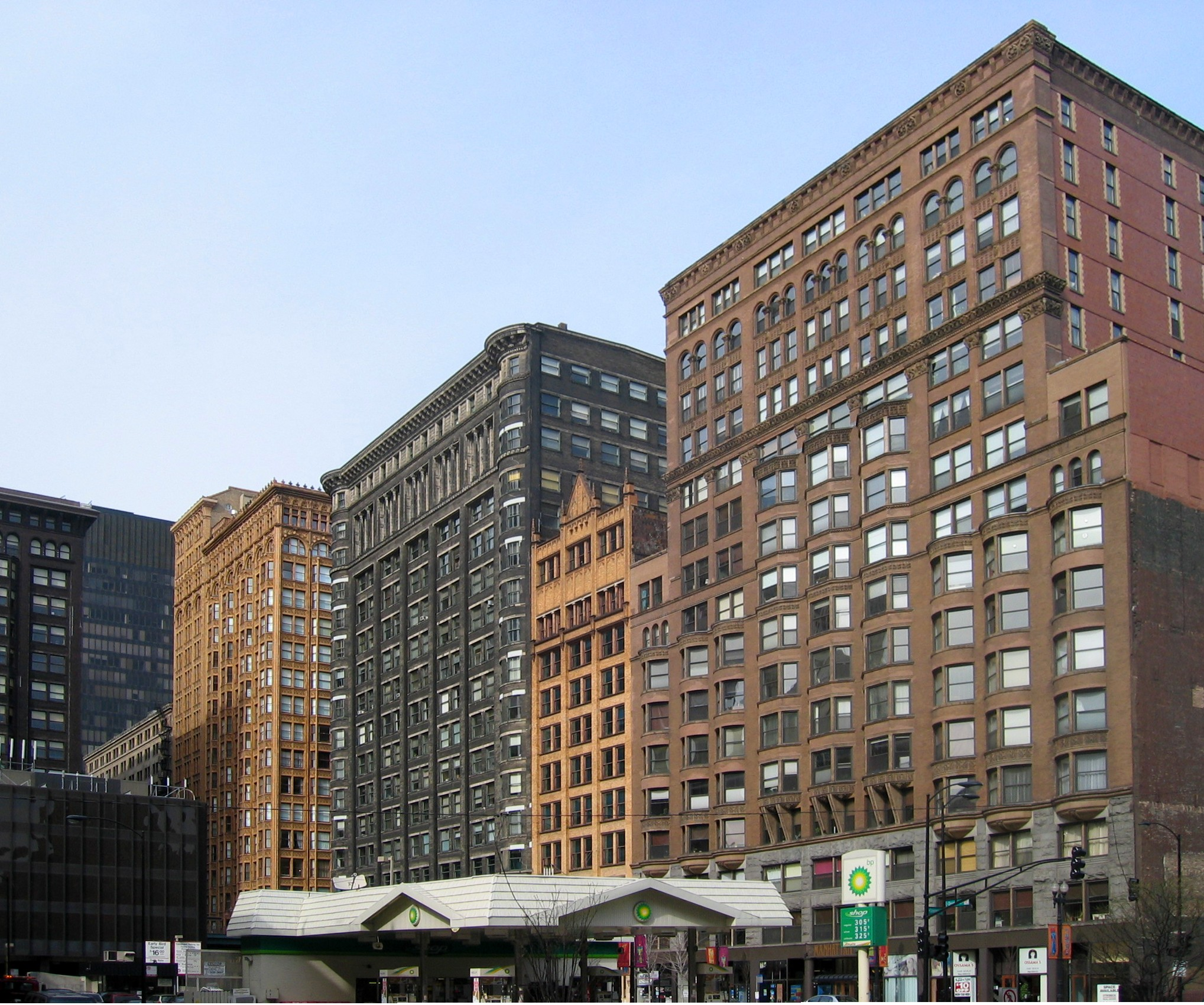
Манхэттен-билдинг вписывается во внушительный ряд исторических небоскрёбов вдоль Саут-Дирборн-стрит
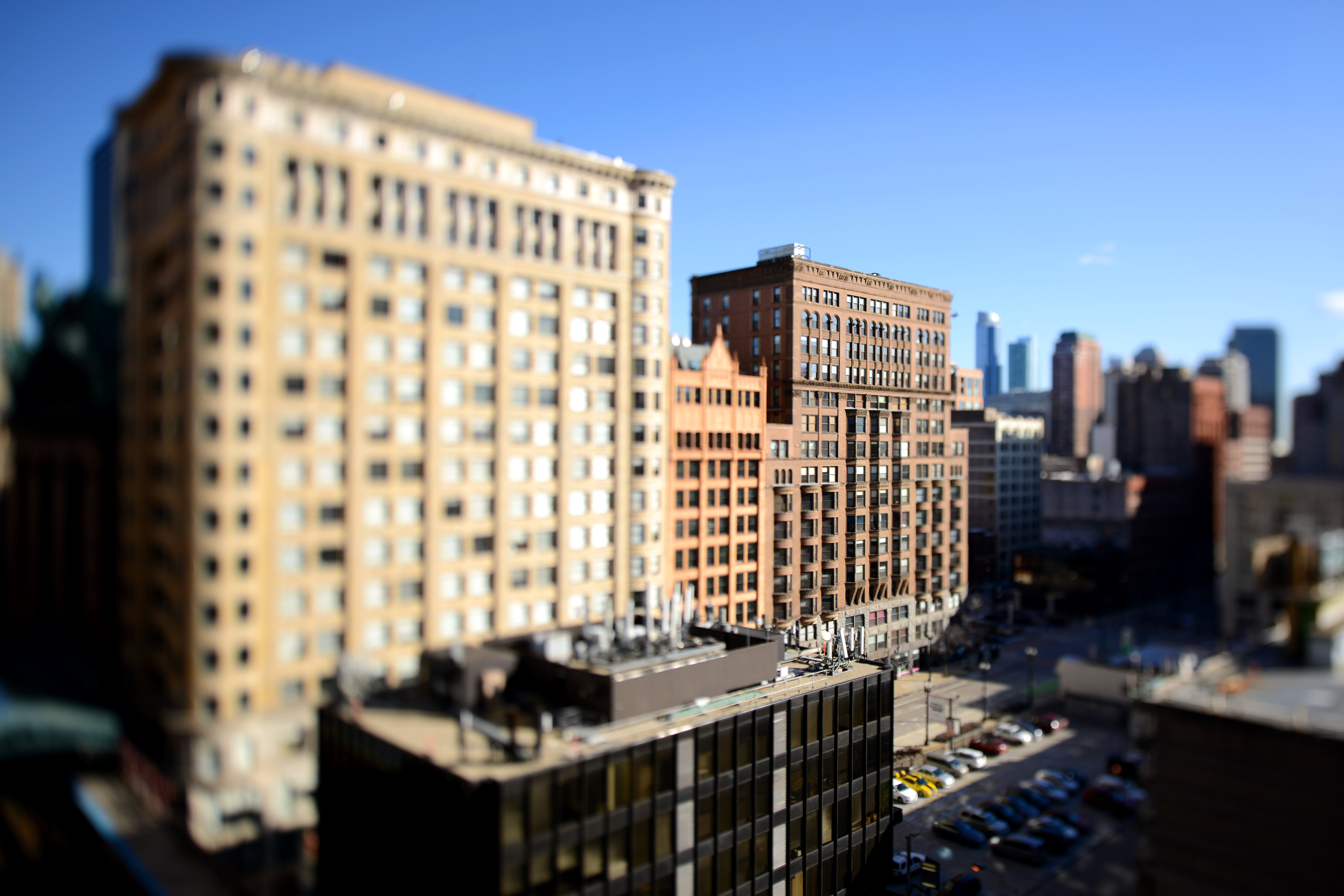
Вид на южную часть Манхэттен-билдинга вдоль Саут-Дирборн-стрит
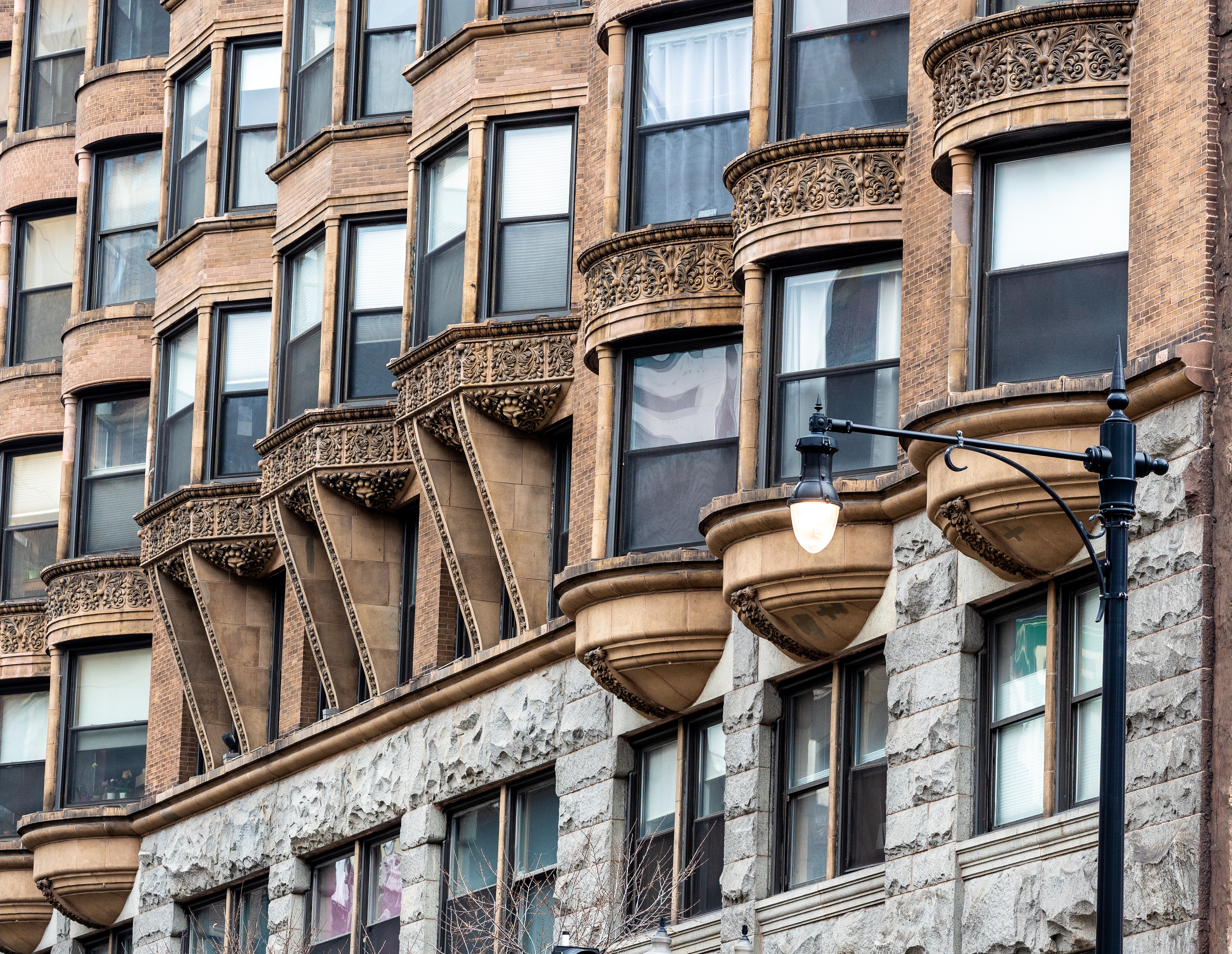
Деталь фасада
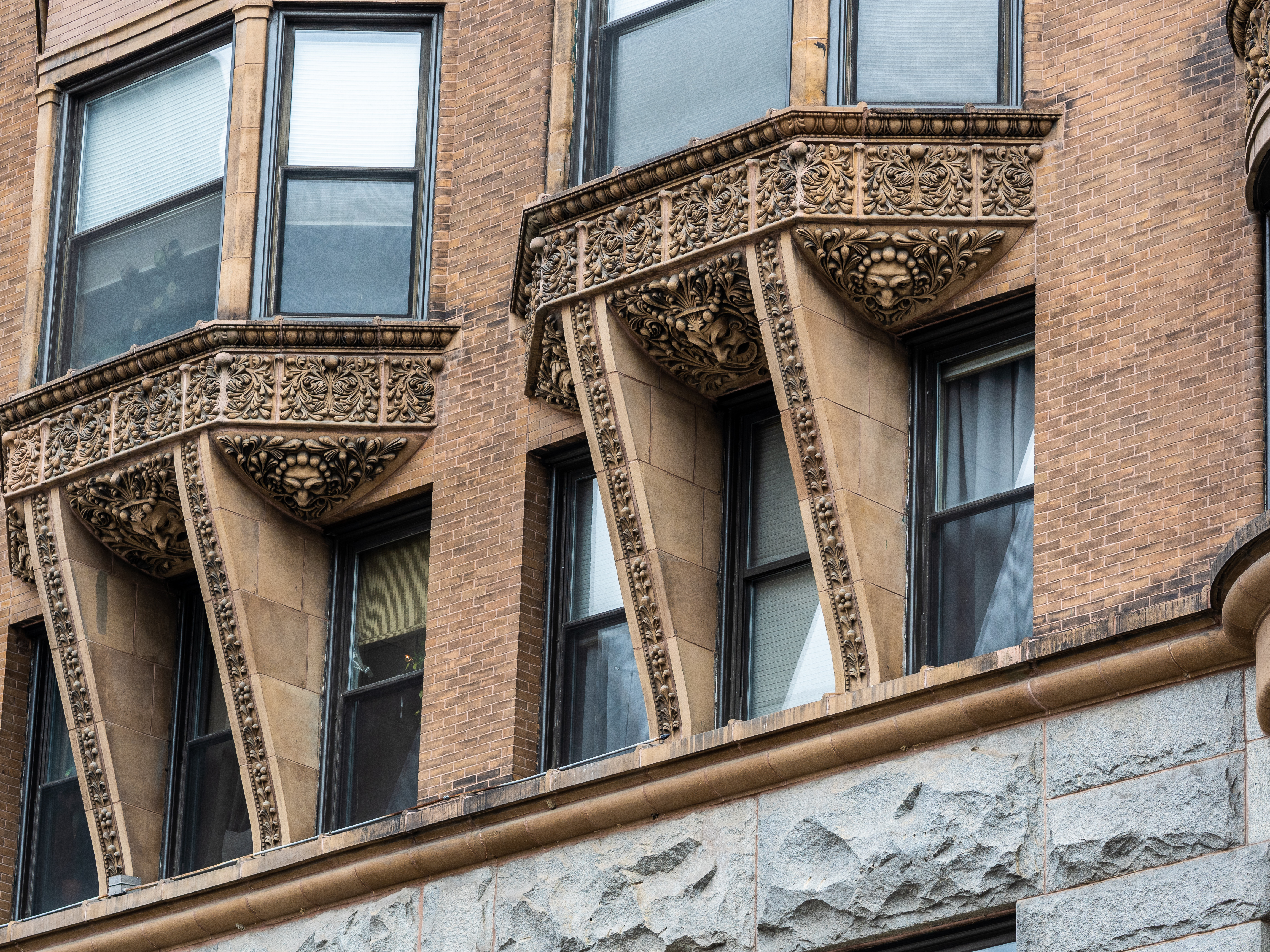
Деталь окна
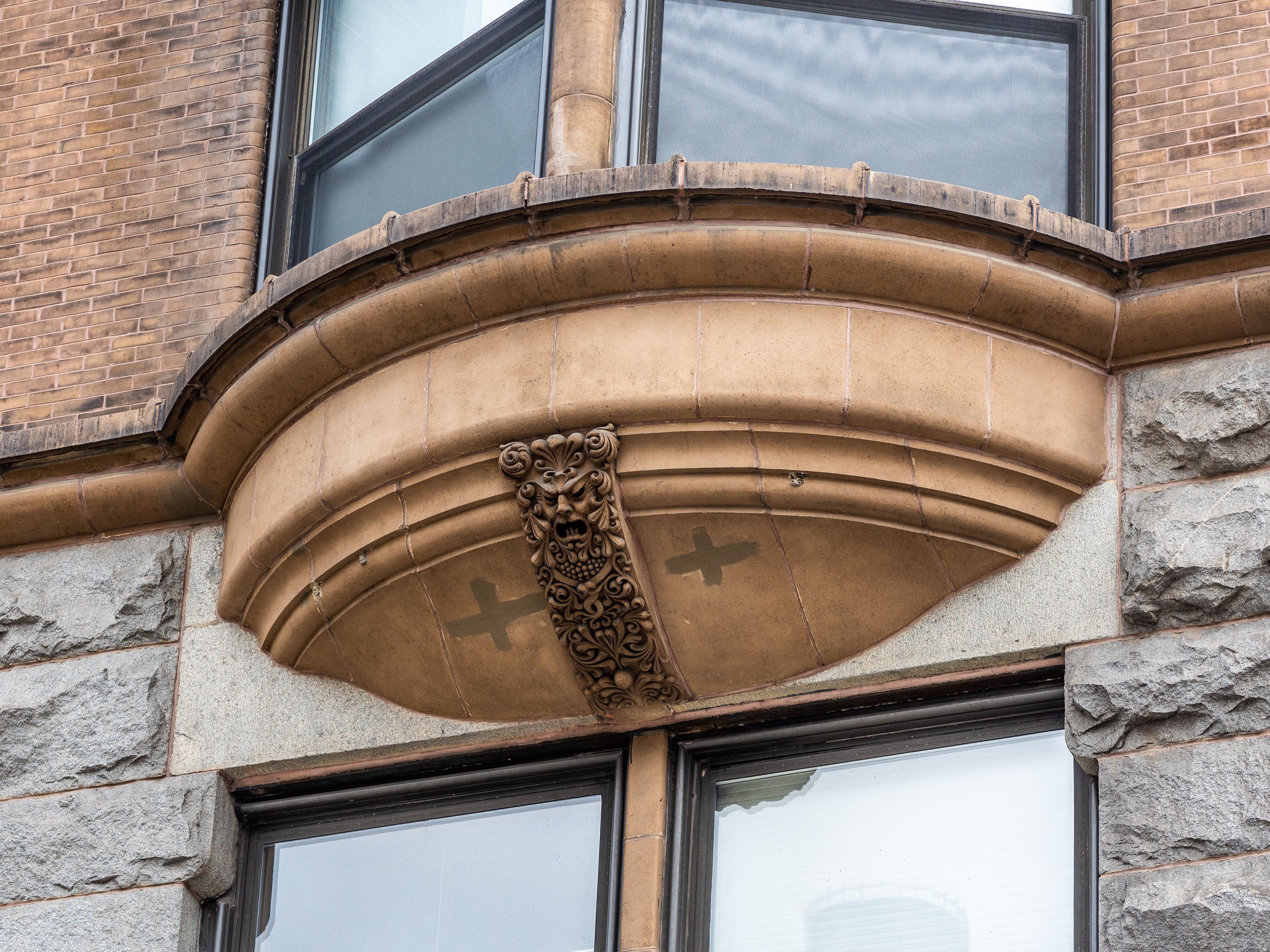
Деталь окна